# Парламентські вибори в Грузії 2020
Парламентські вибори в Грузії (2020) — вибори до однопалатного Парламенту Грузії (150 місць), які відбулися 31 жовтня 2020.
4 вересня 2020 року виборча комісія повідомила, що 66 партій успішно зареєструвалися для участі у виборах 2020 року.

## Екзит-поли
Згідно з результатами екзит-полів, перемогу отримала керівна партія Грузинська мрія, що належить місцевому олігарху Бідзіні Іванішвілі. Друге місце в екзит-полах посіла опозиційна партія "Єдиний національний рух, отримавши 23-33%.

## Результати
На виборах перемогла керівна партія Грузинська мрія, набравши 48,22% голосів, і отримавши 90 мандатів зі 150.
Опозиція бойкотувала другий тур виборів через фальсифікацію виборів.
| Партія                              | Партія                              | Багатомандатний округ | Багатомандатний округ | Багатомандатний округ | Одномандатні округи (перший тур) | Одномандатні округи (перший тур) | Одномандатні округи (перший тур) | Одномандатні округи (другий тур) | Одномандатні округи (другий тур) | Одномандатні округи (другий тур) | Всього | +/-  |
| Партія                              | Партія                              | Голоси                | %                     | Місць                 | Голоси                           | %                                | Місць                            | Голоси                           | %                                | Місць                            | Всього | +/-  |
| ----------------------------------- | ----------------------------------- | --------------------- | --------------------- | --------------------- | -------------------------------- | -------------------------------- | -------------------------------- | -------------------------------- | -------------------------------- | -------------------------------- | ------ | ---- |
|                                     | Грузинська мрія                     | 928,004               | 48.22                 | 60                    | 938,634                          | 49.79                            | 13                               | 491,408                          | 90.62                            | 17                               | 90     | –25  |
|                                     | Сила в єдності                      | 523,127               | 27.18                 | 36                    | 492,951                          | 26.15                            | 0                                | 39,587                           | 7.30                             | 0                                | 36     | +9   |
|                                     | Європейська Грузія – Рух за свободу | 72,986                | 3.79                  | 5                     | 105,010                          | 5.57                             | 0                                | 3,105                            | 0.57                             | 0                                | 5      | Нова |
|                                     | Лело                                | 60,712                | 3.15                  | 4                     | 79,021                           | 4.20                             | 0                                |                                  |                                  |                                  | 4      | Нова |
|                                     | Стратегія Агмашенебелі              | 60,671                | 3.15                  | 4                     | 11,379                           | 0.60                             | 0                                |                                  |                                  |                                  | 4      | Нова |
|                                     | Альянс патріотів Грузії             | 60,480                | 3.14                  | 4                     | 59,597                           | 3.16                             | 0                                |                                  |                                  |                                  | 4      | –2   |
|                                     | Гірчі                               | 55,598                | 2.89                  | 4                     | 21,062                           | 1.12                             | 0                                | 3,188                            | 0.59                             | 0                                | 4      | Нова |
|                                     | Громадяни                           | 25,508                | 1.33                  | 2                     | 18,397                           | 0.98                             | 0                                | 2,770                            | 0.51                             | 0                                | 2      | Нова |
|                                     | Лейбористська партія Грузії         | 19,314                | 1.00                  | 1                     | 23,849                           | 1.27                             | 0                                | 2,223                            | 0.41                             | 0                                | 1      | +1   |
|                                     | Демократичний рух – Єдина Грузія    | 16,286                | 0.85                  | 0                     | 1,829                            | 0.10                             | 0                                |                                  |                                  |                                  | 0      | 0    |
|                                     | Інші партії                         | 101,709               | 5,30                  | 0                     | 104,691                          | 5,55                             | 0                                |                                  |                                  |                                  | 0      | –1   |
|                                     | Безпартійні                         |                       |                       |                       | 28,787                           | 1.53                             | 0                                |                                  |                                  |                                  | 0      | –1   |
| Всього                              | Всього                              | 1,924,395             | 100.00                | 120                   | 1,885,277                        | 100.00                           | 13                               | 542,281                          | 100.00                           | 17                               | 150    | 0    |
| Всього дійсних                      | Всього дійсних                      | 1,924,395             | 96.56                 |                       | 1,885,277                        | 95.19                            |                                  | 542,281                          | 95.87                            |                                  |        |      |
| Недійсні/пусті голоси               | Недійсні/пусті голоси               | 68,496                | 3.44                  |                       | 95,367                           | 4.81                             |                                  | 23,361                           | 4.13                             |                                  |        |      |
| Всього голосів                      | Всього голосів                      | 1,992,891             | 100.00                |                       | 1,980,644                        | 100.00                           |                                  | 565,642                          | 100.00                           |                                  |        |      |
| Зареєстровано виборців/явка         | Зареєстровано виборців/явка         | 3,578,070             | 55.70                 |                       | 3,511,853                        | 56.40                            |                                  | 2,140,210                        | 59.90                            |                                  |        |      |
| Джерело: Центральна виборча комісія |                                     |                       |                       |                       |                                  |                                  |                                  |                                  |                                  |                                  |        |      |